# Li Chunfeng

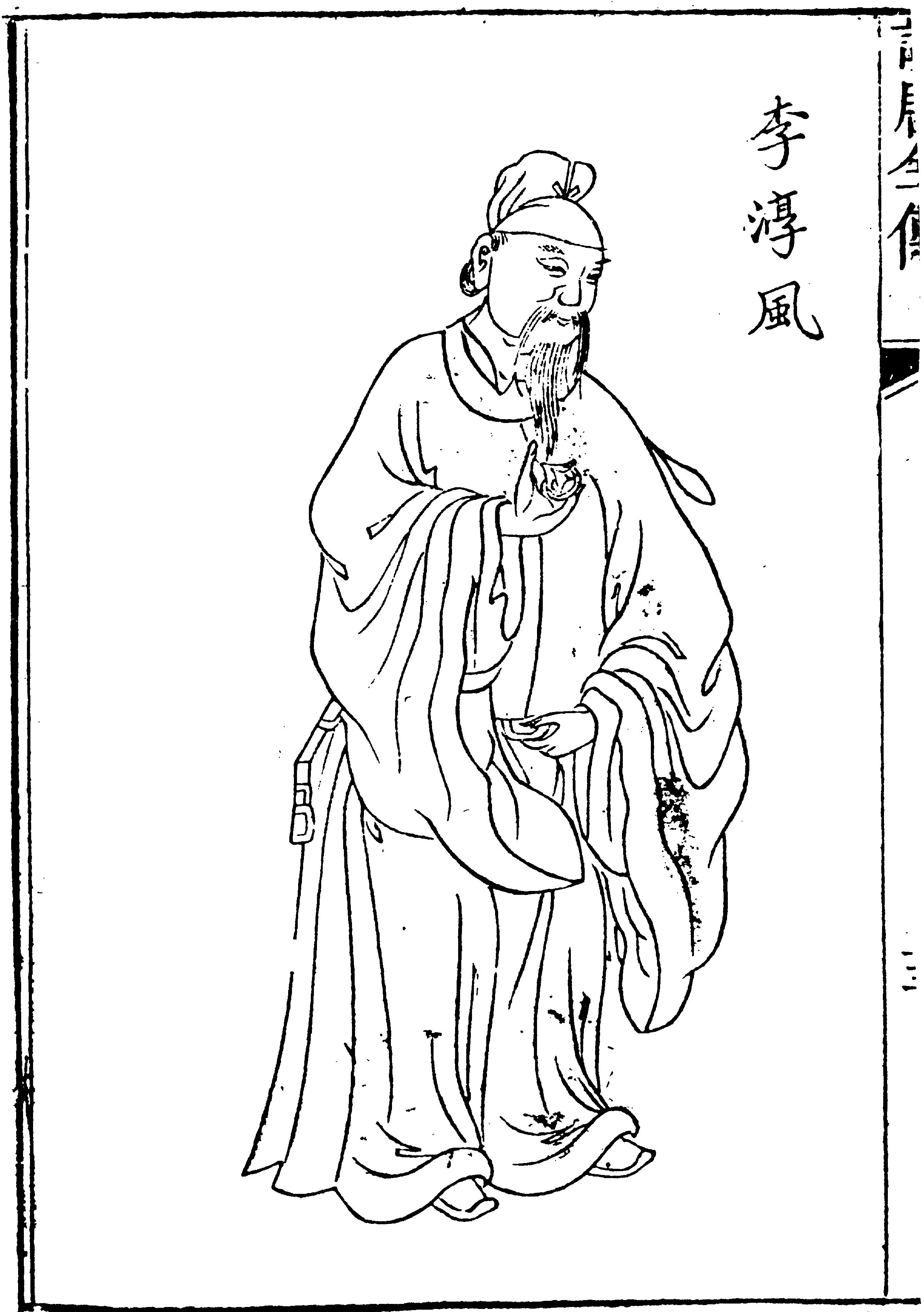
Li Chunfeng

Li Chunfeng (chinesisch 李淳风, Pinyin Lǐ  Chúnfēng; * 602 in Baoji; † 670 in Chang’an) war ein chinesischer Mathematiker, Astronom und Historiker.

## Leben
Li Chunfeng war der Sohn eines daoistischen gelehrten Staatsbeamten. Er wurde 627 als Hofastronom und Historiker ins Kaiserliche Amt für Astronomie berufen, dessen stellvertretender Direktor er 641 und dessen Direktor er 648 wurde. Dort war er für eine Kalenderreform zuständig (Linde Kalender), die 665 durchgeführt wurde (mit Monaten von 29 und 30 Tagen und einem Schaltmonat alle drei Jahre). Der Kalender war bis 728 in Gebrauch. Außerdem verbesserte er die Instrumente im Kaiserlichen Observatorium.
Am bekanntesten ist er als Herausgeber (auf Anordnung des Kaisers Tang Gaozu) der Zehn mathematischen Klassiker (Suanjing shi shu), die er auch kommentierte und von Fehlern bereinigte.
Als Historiker war er an der offiziellen Geschichte der Sui-Dynastie und Jin-Dynastie beteiligt. Er schrieb ein Buch über daoistische Praktiken („Kommentar und Einführung in die Goldlocke und die fließenden Perlen“) und über Astrologie (乙巳占,  Yisizhan, 645). Auch ein Buch über Prophezeiungen mit Zahlenspielereien (Numerologie) wird ihm zugeschrieben.